# Karel Sokolář
Karel Sokolář (7 aprile 1907 – 4 luglio 1970) è stato un calciatore cecoslovacco, di ruolo attaccante.

## Carriera

### Nazionale
Il 17 marzo 1929 debutta contro l'Austria (3-3).

## Palmarès

### Club

#### Competizioni nazionali
- Campionato cecoslovacco: 1

Sparta Praga: 1931-1932